# LGTリヒテンシュタイン銀行
LGTリヒテンシュタイン銀行 (Liechtenstein Global Trust) は、リヒテンシュタインに本拠を置くプライベートバンクグループ。経営母体はリヒテンシュタイン侯爵家。

## 歴史
- 1920年 創立総会
- 1921年 5月、行員10名で業務開始。政府庁舎の1階に事務所を借用
- 1930年 リヒテンシュタイン侯爵家が株式の大多数を買収
- 1970年 Prince of Liechtenstein Foundation（英語版）の設立、LGT Foundation の信託受益者として資本を譲受
- 1982年 最初の海外業務拠点としてロンドンに駐在員事務所を設置
- 1983年 チューリッヒにてBilfinanz und Verwaltung AGを設立
- 1984年 ファドーツにてBIL Treuhand AGを設立
- 1986年 リヒテンシュタインの銀行が国営になる
- 1989年 ロンドンのGT Management PLCを買収
- 1990年 ファドーツにてBIL GT Group AGを設立
- 1996年 BIL GT Groupは改称して、Liechtenstein Global Trustになり、BiLはLGT Bank in Liechtenstein AGとなる
- 1998年 資産管理部門の売却、LGT Group の再編、ハンス・アダム2世の弟フィリップ公子[3]が理事会会長に就任
- 2003年 LGTグループはスイス生命からSchweizerische Treuhandgesellschaft STGを買収
- 2005年 STG becomes LGT.
- 2006年 ハンス・アダム2世の次男マクシミリアン侯子が最高経営責任者に就任

## 拠点
- ドイツ: ベルリン、ケルン、フランクフルト・アム・マイン、ハンブルク、マンハイム、ミュンヘン
- リヒテンシュタイン
- ルクセンブルク: ルクセンブルク市
- オーストリア: ウィーン
- スイス: バーゼル、ベルン、チューリッヒ、ローザンヌ、ルガーノ、Pfäffikon
- イタリア: ジェノバ
- アイルランド
- バーレーン、ドバイ、北京、ロンドン、シドニー、香港、東京、シンガポール、モンテビデオ、ニューヨーク